# St. Ludgerus (Billerbeck)
|                  |                      |
| Ludgerus-Dom     |                      |
| Basisdaten       |                      |
| Ort:             | Billerbeck           |
| Bauzeit:         | 1892–1898            |
| Architekt:       | Wilhelm Rincklake    |
| Baustil:         | Neugotik             |
| Technische Daten |                      |
| Höhe:            | 100 m                |
| Baustoff:        | Baumberger Sandstein |

Die Propsteikirche St. Ludgerus, auch Ludgerus-Dom genannt, ist eine römisch-katholische Wallfahrtskirche in der Stadt Billerbeck im Bistum Münster und eine der beiden Kirchen der Pfarr- und Propsteigemeinde St. Johannes und St. Ludgerus. Sie ist eine neugotische Hallenkirche mit Querschiff.

## Geschichte

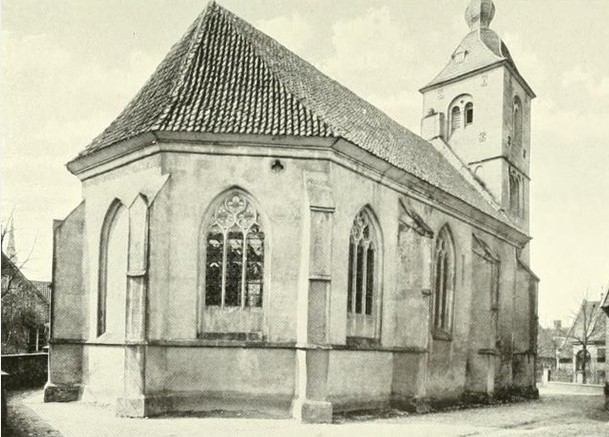
Alt St. Ludgerus 1891

Bischof Liudger taufte in Billerbeck und gründete vor 800 dort die Pfarrkirche St. Johannes Baptista. Am Sterbeort oder in dessen Nachbarschaft entstand im 11. Jahrhundert eine dem Heiligen gewidmete Kapelle, die vermutlich von Anfang an mit einem Kult des hl. Ludgerus verbunden war. Nebenpatron war der hl. Nikolaus von Myra. Im 15. Jahrhundert wurde diese Kapelle gotisch erweitert. Unter Fürstbischof Christoph Bernhard von Galen (1650–1678) wurde der Turm um ein Geschoss erhöht. Gegen Ende des 19. Jahrhunderts erfolgte der Abbruch des Gebäudes, um einem Neubau Platz zu machen.

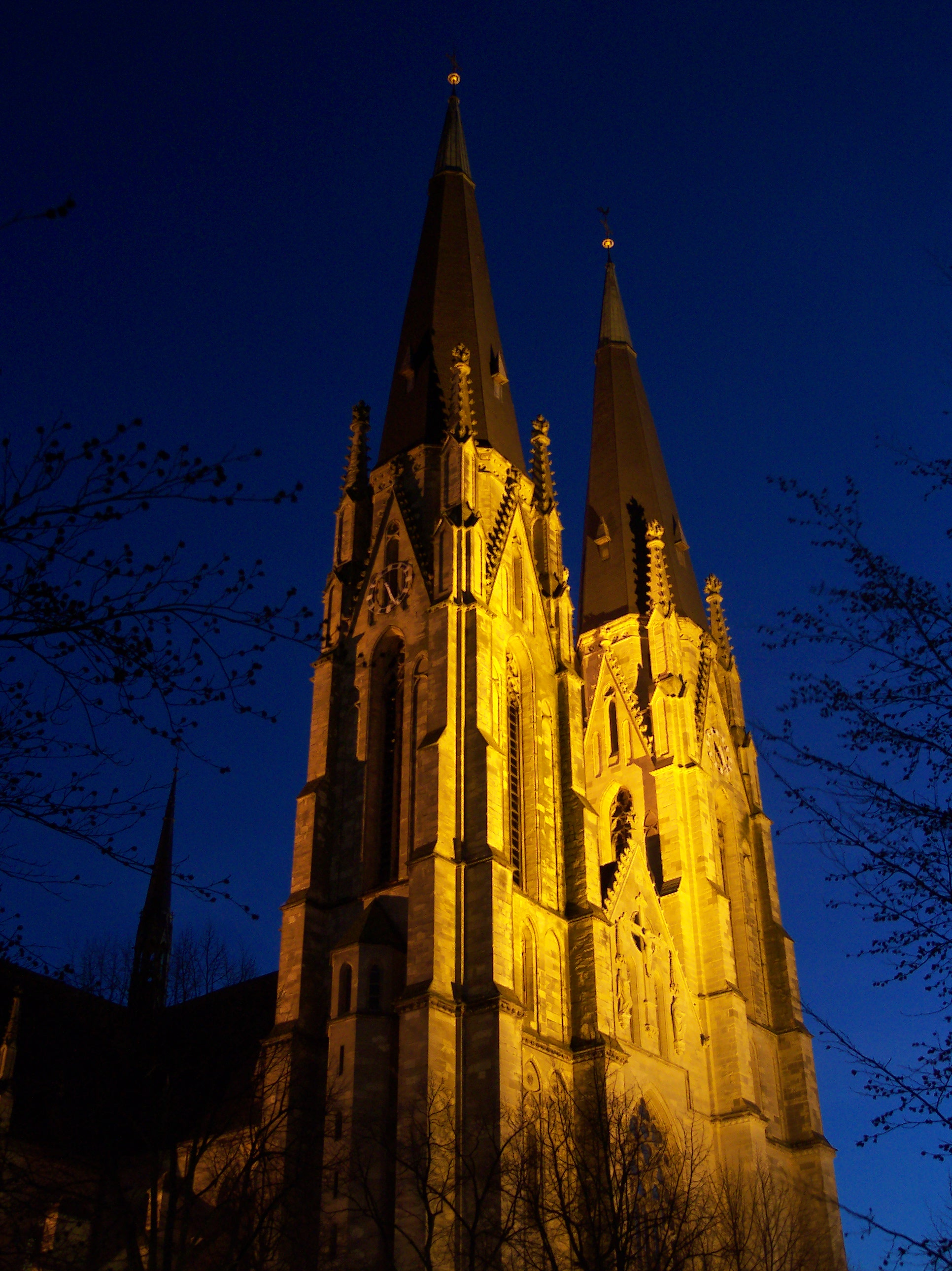
Abendliche Beleuchtung

Die heutige Propsteikirche wurde in den Jahren 1892–1898 auf den Grundmauern der im Kern romanischen Ludgeri-Kirche und einer um 1735 errichteten Sterbekapelle von dem Baumeister Wilhelm Rincklake (1851–1927) erbaut. Er gestaltete das Langhaus in Form einer Basilika mit Querschiff und dem 100 m hohen Turmpaar aus dem in den nahen Baumbergen anstehenden Baumberger Sandstein. Die Türme des Doms sind schon aus der Ferne sichtbar.

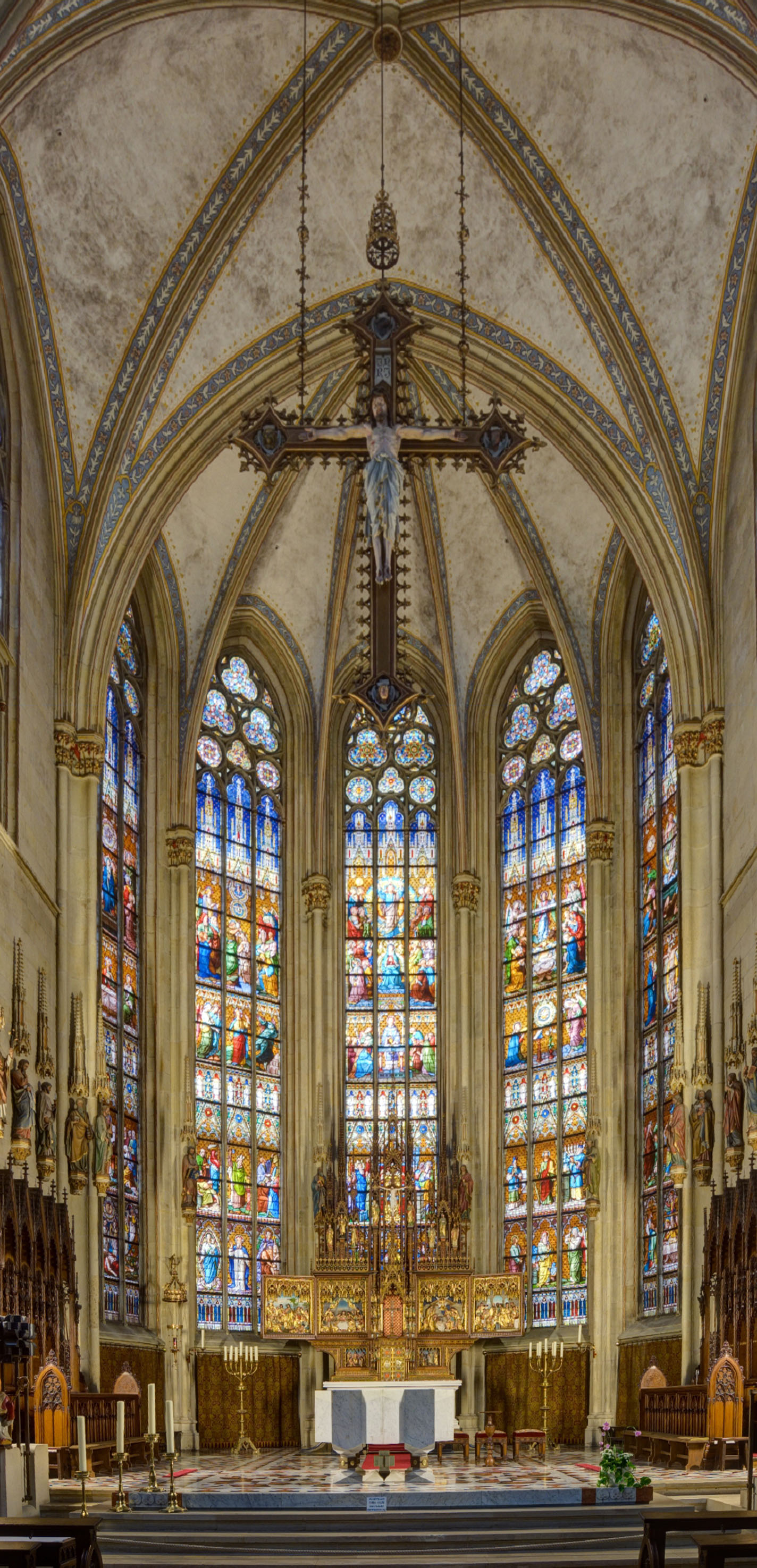
Blick in den Chorraum

Der neugotische Ludgerus-Dom hat die Stätte einbezogen, an der der heilige Ludgerus gestorben ist. Der Sterbeort des Heiligen in Billerbeck ist neben seiner Grablege in St. Ludgerus in Essen-Werden bis heute einer der Mittelpunkte der Ludgerusverehrung. Billerbeck besitzt damit für das gesamte Bistum sowohl geschichtliche als auch geistliche Bedeutung. Die Stadt ist einer der drei „Hochorte“ der Diözese.
Bei der Kirchweihe sagte Bischof Hermann Jakob Dingelstad, dass er „diese bedeutende Kirche mit vollem Recht den ‚Ludgerus-Dom‘ nennen könne“. Seit dieser Zeit wird die Propsteikirche auch als Dom bezeichnet, obgleich sie keine Kathedrale oder Bischofssitz ist.
Wie der Architekt, ließen sich auch die am Bau beteiligten Bildhauer, Kunstschreiner und Glasmaler von mittelalterlichen Vorbildern inspirieren und entwickelten deren Ansätze weiter; so schufen sie vom Gebäudekorpus bis hin zur Ausstattung ein einheitliches Ensemble.
Mit seiner markanten Silhouette und den (gemessen an der Ortsgröße) beträchtlichen Ausmaßen ist der Ludgerus-Dom das weithin sichtbare Wahrzeichen der Stadt Billerbeck.

## Fassade

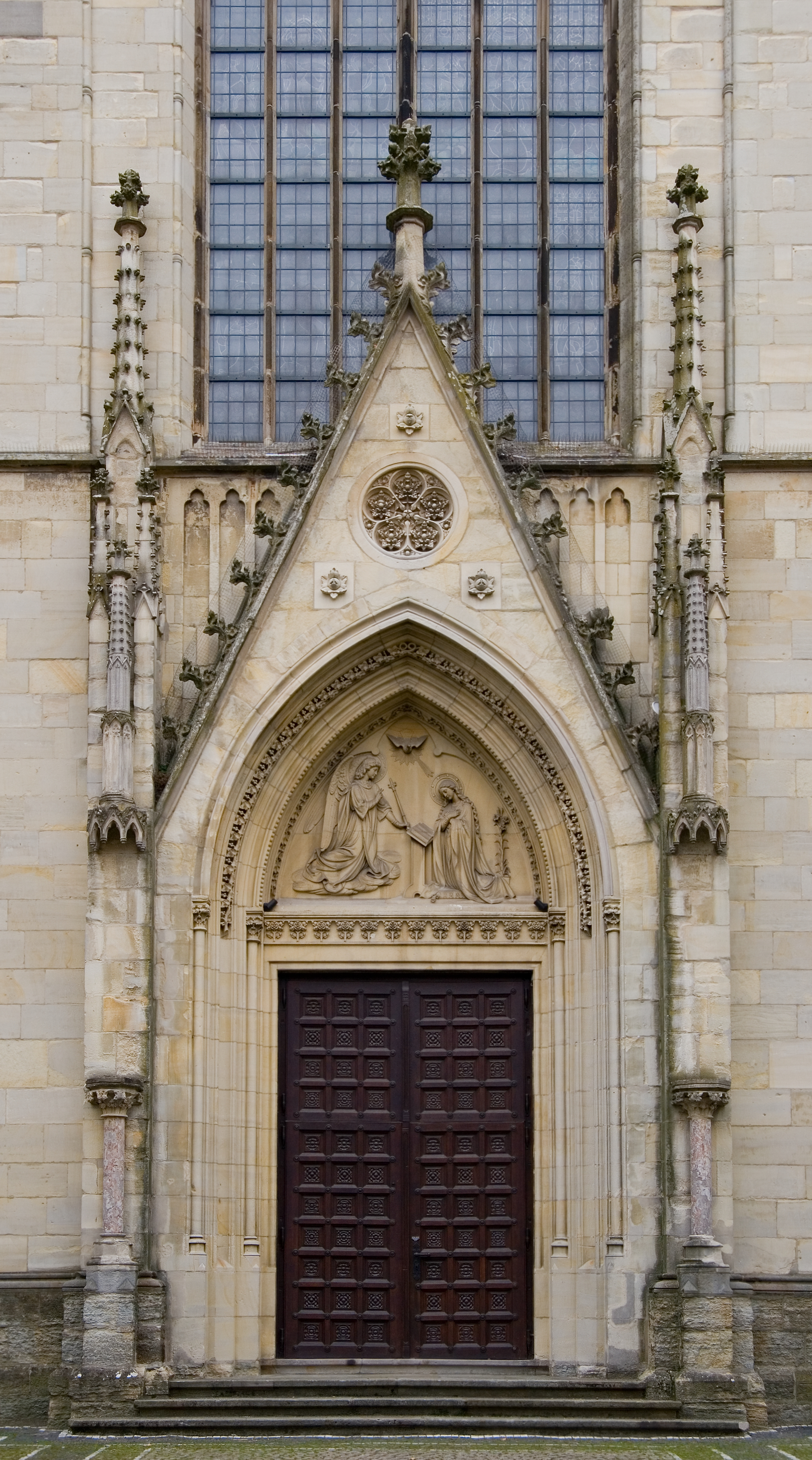
Südportal

### Westfassade
Das Hauptportal wird flankiert von zwei Figuren: rechts der hl. Abt Gregor von Utrecht, der Lehrer Liudgers in Utrecht, links der hl. Nikolaus, der Patron der früheren Kirche an dieser Stelle gewesen war. Über einem sechsbahnigen Fenster erhebt sich im Giebel eine Kreuzigungsgruppe. In der Giebelnische steht eine Figur des heiligen Liudger.

### Südfassade
Sie ist der Gottesmutter Maria gewidmet. Über dem Portal befindet sich ein Relief der „Verkündigung“. An den Seiten des Portals befinden sich zwei Sandsteinfiguren großer Marienverehrer: rechts der hl. Bernhard von Clairvaux und links der hl. Hermann Joseph von Steinfeld. Es handelt sich hierbei um Kopien. Die beiden stark verwitterten Originale werden zurzeit, geschützt vor weiterem Verfall, im Sandsteinmuseum in Havixbeck aufbewahrt. Im Kreuzgiebel ist Maria mit dem Jesuskind dargestellt, umgeben von zwei Engeln.
Zum Abschluss des 100-jährigen Domjubiläums wurde Ende 1998 an der Südseite des Domes ein Gedenkstein aufgestellt, der von der Malerin und Bildhauerin Mechthild Ammann aus Billerbeck gestaltet wurde. In diesem Stein aus Baumberger Sandstein, dem Material, aus dem auch der Dom gebaut wurde, sind zwei hochglanzpolierte Edelstahlplatten in Augenhöhe eingelassen. In die Metallflächen sind im Ätzverfahren Skizzen und Szenen, Texte und Symbole eingearbeitet, die sich mit der Vorgeschichte und mit dem Dombau selbst auseinandersetzen.

## Inneres

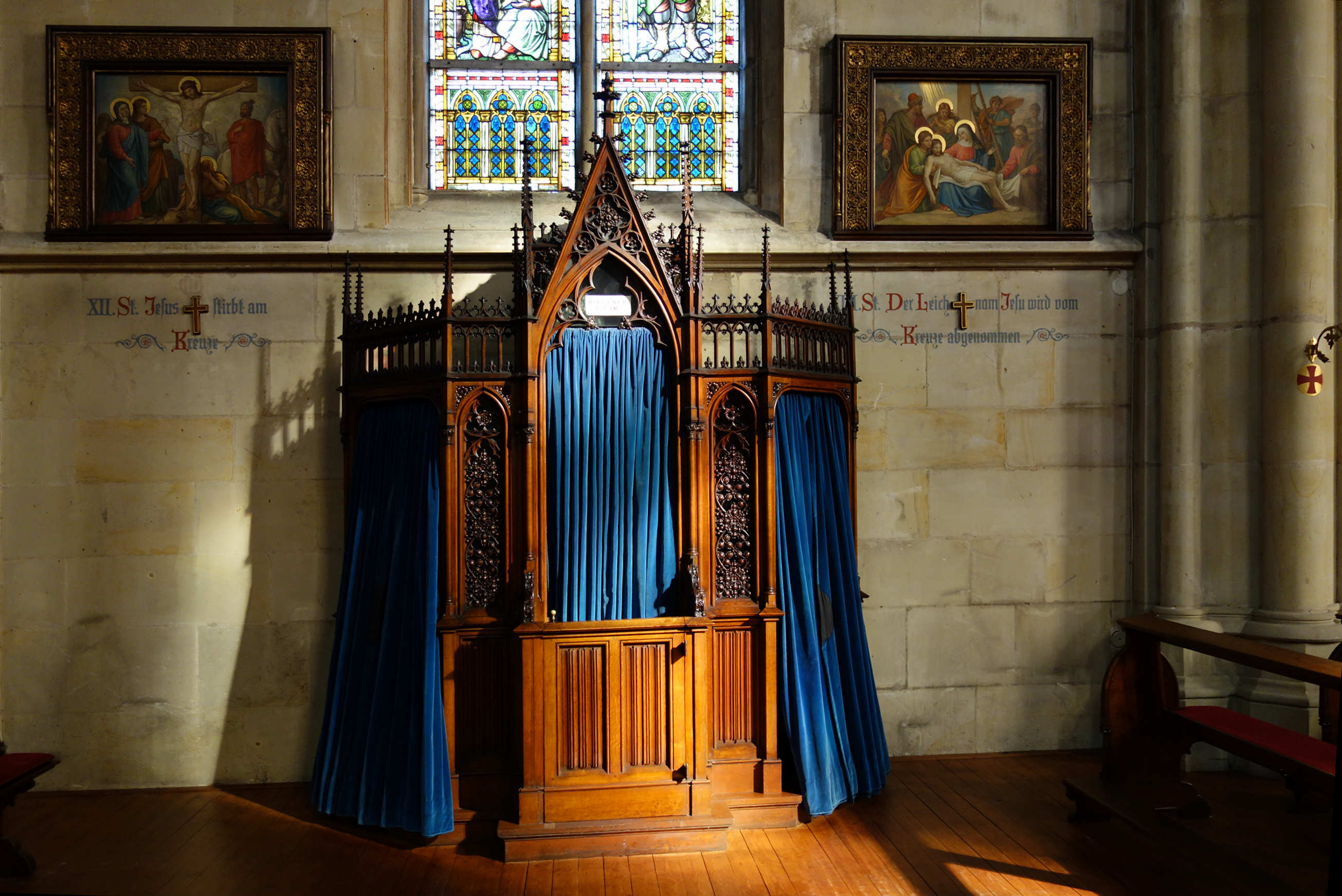
Beichtstuhl im Mittelschiff

Mittelschiff, Seitenschiff und Querschiffarme sind von Kreuzrippengewölben überdeckt. Das Mittelschiff misst vom Fußboden bis zum Gewölbeschlussstein eine Höhe von 22,5 Metern. Die Seitenschiffe haben eine Höhe von 10 Metern. Die Firsthöhe des Daches beträgt 34 Meter. Im Vierungsjoch wird das Gewölbe zu einer achtteiligen Form gesteigert. Der Raum fasst 4000 Personen.

### Chorfenster
Die 15 Meter hohen dreiteiligen Chorfenster enthalten mit ihrem Programm der Darstellung das Thema des Heilswerkes beginnend mit der Vertreibung der ersten Menschen nach dem Sündenfall. Sie zeigen zahlreiche Stationen aus dem Alten und Neuen Testament. Die beiden unteren Szenen eines jeden Fensters sind dem Alten Testament entnommen und weisen typologisch auf die beiden oberen neutestamentlichen Szenen hin. Im einzigen nicht biblischen Bild wird im mittleren Fenster der hl. Liudger gezeigt, wie er am Tag vor seinem Tod ein letztes Mal die heilige Messe feiert. In der Mitte aller biblischen Bilder wird so zum Ausdruck gebracht, dass die Feier der heiligen Messe der Kirche und allen Menschen das ganze Erlösungswerk Gottes gegenwärtig hält, das im Opfer Jesu am Kreuz seinen Höhepunkt hat. 
Der gesamte Fensterzyklus wurde von der Glasmalerei-Werkstatt Anton von der Forst aus Münster gefertigt. Die Cartons hierzu stammten von Rafael Grünnes aus Ried, Oberösterreich.

### Chorraum
Abgestimmt auf die Architekturrahmung der Fenster sind vor den vier angeschlossenen Pfeilern die vier Evangelisten angeordnet. In gleicher Weise erfolgte die Aufstellung der zwölf Apostel auf der Chorinnenseite. Vom Chorbogen hängt ein Triumphkreuz herab, das an den Enden die Symbole der vier Evangelisten aufweist. Der Corpus Christi und die Evangelistensymbole stammen vom Münsteraner Bildhauer August Schmiemann.
Die reich verzierte Kanzel aus Baumberger Sandstein wurde nach den Entwürfen des Architekten Wilhelm Rincklake durch den Münsteraner Bildhauer Bernhard Frydag angefertigt. Die fünf Reliefbilder beziehen sich auf den Weg des Menschen in das Reich Gottes. Sie zeigen als Szenen "Die Taufe der Heiden durch den Hl. Ludgerus", "Das Gleichnis vom Sämann", "Das Gleichnis vom verlorenen Sohn", sowie "Die Geschichte des reichen Prassers" und "Die Geschichte des armen Lazarus". Am Schaft der Kanzel stehen die Statuen von acht Heiligen.

### Nördlicher Seitenchor
Er ist der Gottesmutter gewidmet. Ist der Flügelaltar geöffnet, so sieht man in der Mitte ein Standbild der Gottesmutter und seitlich davon links und rechts Engel. Auf den Flügeln des Altars befinden sich sechs Gemälde von Heiligen: (rechts) Dominikus, Heriburg von Nottuln, Bernhard von Clairvaux; (links) Joachim, Anna, Simeon. – Bei geschlossenem Altar ist ein Gemälde mit der Verkündigung des Herrn zu sehen, links davon Liudger und rechts Johannes. Die drei Fenster des Chores veranschaulichen Szenen aus dem Leben der Gottesmutter.

### Südlicher Seitenchor

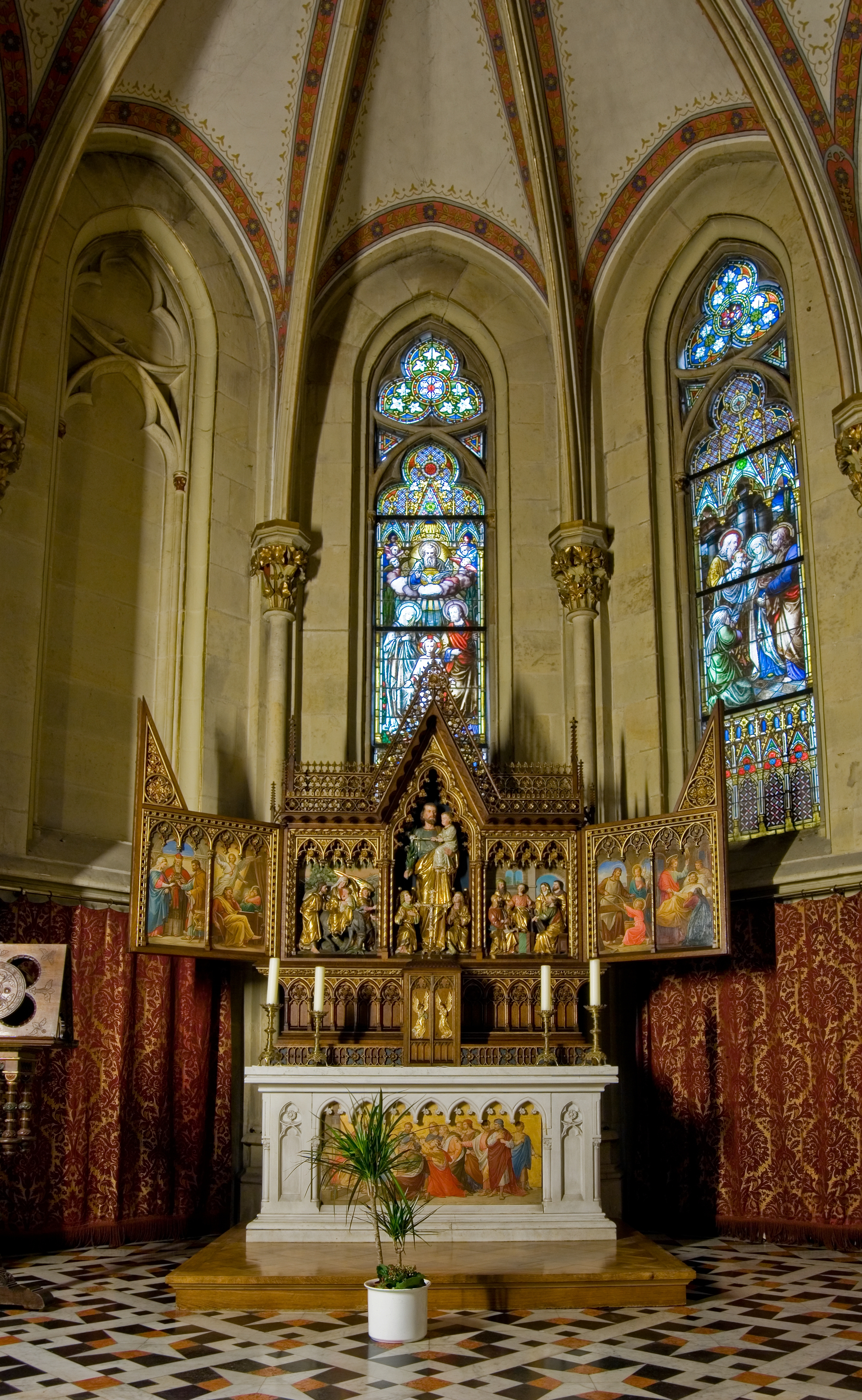
Südlicher Seitenchor mit geöffnetem Flügelaltar

Er ist dem Patronat heiligen Josef unterstellt, der bei geöffnetem Altar mit dem Jesuskind zu sehen ist. Rechts und links von ihm befinden sich Gemälde und Reliefs, die sich auf das Leben Josefs beziehen.
Das Bild des geschlossenen Altars nimmt Bezug auf die Erhebung Josefs zum Schutzpatron der Kirche durch Papst Pius IX. am 8. Dezember 1870; daneben (rechts) die Heiligen Franz von Sales, Alfons von Liguori und der selige Hermann-Joseph; (links) Theresia, Birgitta und die selige Maria von den Engeln. Die drei Fenster zeigen weitere Darstellung aus dem Leben des Heiligen.
Beide Seitenaltäre wurden nach Entwürfen des Architekten Wilhelm Rincklake gefertigt. Die Standbilder und Reliefs lieferte der Bildhauer August Schmiemann (Münster). Die Polychromierung führte Dekorationsmaler Hermann Schwarte (Oelde) aus. Die Gemälde beider Altäre, sowie des Hochaltares, wurden vom Historienmaler Carl Bertling (Dresden) angefertigt.

### Fenster des Kreuzschiffs und der Seitenschiffe
- Das südliche Kreuzschifffenster sagt durch die verschiedenen Bilder aus, dass die Kirche ein Haus des Gebetes sein soll: Vertreibung der Händler aus dem Tempel, Maria und Marta, Jesus auf dem Ölberg, dem Tabor.
- Das nördliche Fenster steht unter dem Leitgedanken „Die Stiftung der Kirche durch Christus“: Bergpredigt, Pfingstpredigt des hl. Petrus, Verheißung an Petrus, Auftrag an Petrus „Weide meine Lämmer“.
- In den Fenstern der Seitenschiffe sind zwölf Heilige dargestellt, die in besonderer Beziehung zum Bistum Münster stehen: im südlichen Seitenschiff sind es Paulus und Bonifatius, Suitbert und Heriburg, die Brüder Ewaldi; im nördlichen Seitenschiff: Willibrord und Viktor, Ida und Thiathild, Norbert und Gottfried.
- Die Obergadenfenster sind mit Teppichmuster gefüllt. Das Fenster der Westfassade (Turm) zeigt die Patrone der Kirchenmusik: Cäcilia von Rom und Papst Gregor den Großen.

## Turmkapellen

### Kapelle im Südturm
Das Hauptziel der Wallfahrer, die nach Billerbeck pilgern, ist die Sterbekapelle im Südturm.
Sie ist ein stiller Ort des Gebetes, an dem nach der Überlieferung das Sterbehaus Liudgers gestanden hat. Der Blick fällt auf den hellen Altar, der sich von dem dunklen Boden abhebt. Das Altarbild aus Carrara-Marmor zeigt den Tod des heiligen Ludgerus inmitten seiner Brüder. Unter der Altarplatte befindet sich in einer beleuchteten Nische ein Monstranzreliquiar mit Reliquien des Heiligen. Diese Reliquie des Heiligen aus dem rechten Fuß wurde am 17. Juni 1860 dem Billerbecker Pfarrer Hennewig in der Ludgerikirche zu Münster vom damaligen Generalvikar Johann Bernhard Brinkmann (dem späteren Bekennerbischof) übergeben.
Zu beiden Seiten des Altarbildes befinden sich Figuren, die Symbole der göttlichen Tugenden und Kardinaltugenden tragen: Kreuz = Glauben, Anker = Hoffnung, Herz = Liebe, verbundene Augen und Waage = Gerechtigkeit, Buch und Schlange = Klugheit, umgestürztes Gefäß = Maß, Schwert = Tapferkeit.
Das Westfenster in der Kapelle zeigt im oberen Teil die Übertragung der Gebeine nach Werden und darunter Liudger beim Gebet und wie ihn dabei nach der Legende ein Bote zu Karl dem Großen ruft.
Im Fenster über dem Altar ist die Legende dargestellt, wie Gerfried und Heriburg, Neffe und Schwester des Heiligen, durch ein Lichtzeichen vom Himmel den Tod Liudgers erfahren. Im Bild darüber wird Liudger, umgeben von vier Engeln, mit den bischöflichen Insignien gezeigt.
Der Bildteppich vor der Sterbekapelle erinnert daran, dass die Vorgängerkirche an diesem Ort dem heiligen Nikolaus gewidmet war.

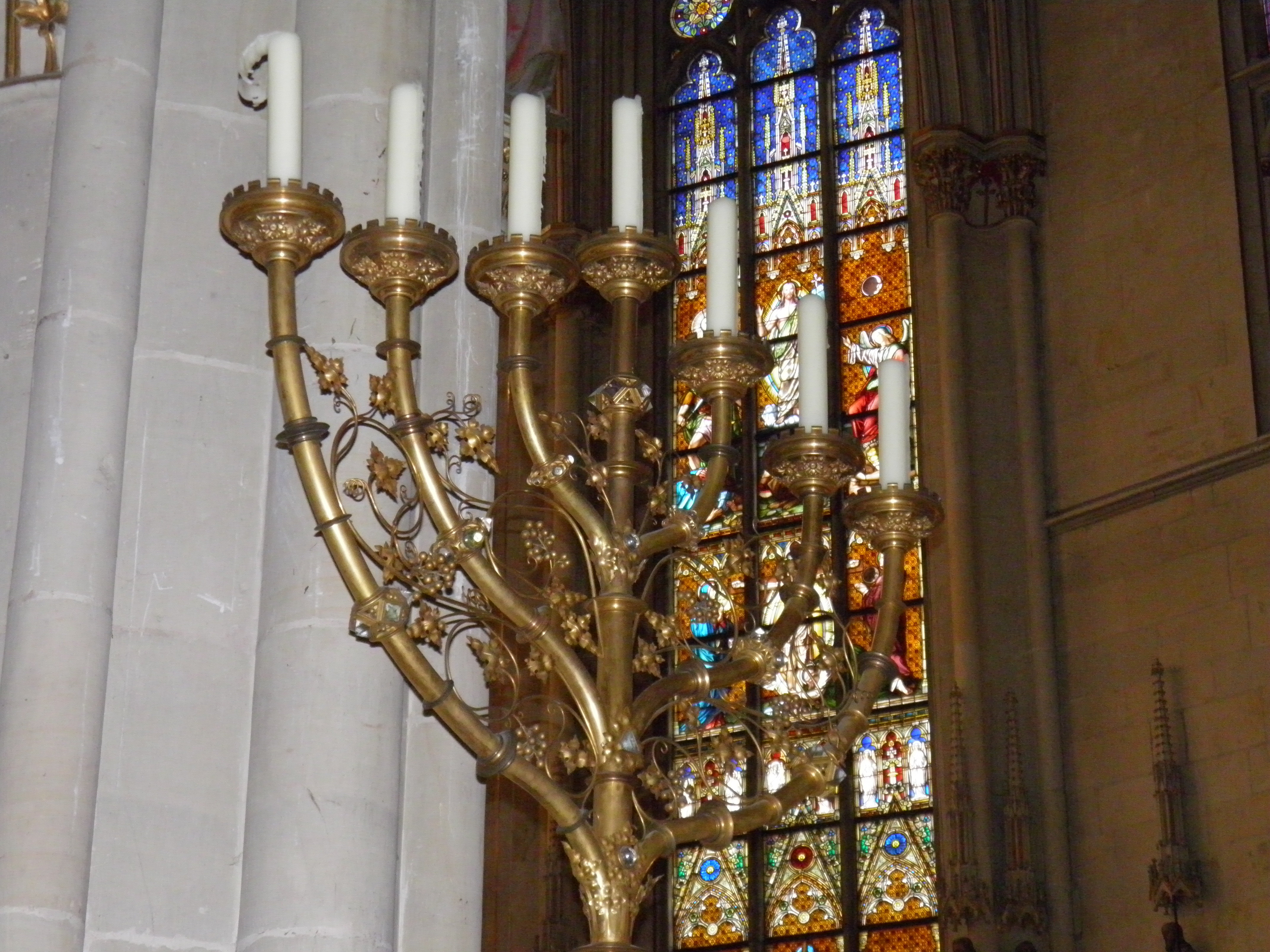
Leuchter im Dom von Billerbeck

### Kapelle im Nordturm
Hier befindet sich eine Gedenkstätte der über 300 aus Billerbeck Gefallenen des Zweiten Weltkrieges. Die Namen sind auf schlichten Holzkreuzen verewigt. Die Tafel, die am Eingang hängt, verzeichnet die über 100 Vermissten des Krieges. Zwischen diesen Kreuzen steht eine Nachbildung der Pietà von Wilhelm Achtermann, die im Dom zu Münster stand und im II. Weltkrieg durch Bomben zerstört wurde. Der Bildhauer Bernhard Meyer aus Billerbeck schuf dieses Werk. Der Stifter der Nachbildung, die am 16. Dezember 1937 aufgestellt wurde, war ein Billerbecker Bürger.

## Orgeln

### Fleiter-Orgel von 1898
Die erste Orgel wurde 1898 von dem Orgelbauer Friedrich Fleiter aus Münster erbaut. Das Orgelwerk wurde 1979 von der Firma Orgelbau Kreienbrink aus Osnabrück reorganisiert, wobei ein Großteil des Pfeifenmaterials wiederverwendet wurde. Das Schleifladen-Instrument hatte 47 Register auf drei Manualen und Pedal und eine elektrische Traktur. Das nach Aufbau der neuen Orgel 2014 eingelagerte Instrument wurde 2017 nach Berlin gebracht und dort in der Kirche St. Karl Borromäus wieder aufgebaut.
| III Schwellwerk C-g3 |                   |        |
| 1.                   | Holzflöte         | 8′     |
| 2.                   | Grobgedackt       | 8′     |
| 3.                   | Gemshorn          | 8′     |
| 4.                   | Schwebung         | 8′     |
| 5.                   | Singend Prinzipal | 4′     |
| 6.                   | Querflöte         | 4′     |
| 7.                   | Nasard            | 2 ⁄3′  |
| 8.                   | Schwiegel         | 2′     |
| 9.                   | Terzflöte         | 1 3⁄5′ |
| 10.                  | Nachthorn         | 1′     |
| 11.                  | Oberton III       |        |
| 12.                  | Fourniture V      |        |
| 13.                  | Basson            | 16′    |
| 14.                  | Oboe              | 8′     |
|                      | Tremulant         |        |

| II Positiv C–g3 |                 |       |
| 15.             | Singend Gedackt | 8′    |
| 16.             | Quintadena      | 8′    |
| 17.             | Prinzipal       | 4′    |
| 18.             | Flauto dolce    | 4′    |
| 19.             | Waldflöte       | 2′    |
| 20.             | Sifflöte        | 1 ⁄3′ |
| 21.             | Sesquialtera II |       |
| 22.             | Scharff IV      |       |
| 23.             | Dulcian         | 8′    |
|                 | Tremulant       |       |

| I Hauptwerk C–g3 |             |       |
| 24.              | Bordun      | 16′   |
| 25.              | Prinzipal   | 8′    |
| 26.              | Gambe       | 8′    |
| 27.              | Rohrflöte   | 8′    |
| 28.              | Oktave      | 4′    |
| 29.              | Spitzflöte  | 4′    |
| 30.              | Quinte      | 2 ⁄3′ |
| 31.              | Oktave      | 2′    |
| 32.              | Cornett III |       |
| 33.              | Mixtur V-VI |       |
| 34.              | Zimbel III  |       |
| 35.              | Trompete    | 16′   |
| 36.              | Trompete    | 8′    |

| Pedal C–f1 |               |         |
| 37.        | Offenbass     | 16′     |
| 38.        | Subbass       | 16′     |
| 39.        | Quintbass     | 10 2⁄3′ |
| 40.        | Prinzipalbass | 8′      |
| 41.        | Gedacktbass   | 8′      |
| 42.        | Choralbass    | 4′      |
| 43.        | Weitpfeife    | 2′      |
| 44.        | Hintersatz V  |         |
| 45.        | Posaune       | 16′     |
| 46.        | Trompete      | 8′      |
| 47.        | Clairon       | 4′      |

- Koppeln: II/I, III/I, III/II, I/P, II/P, III/P,

### Neue Fleiter-Orgel
In den Jahren 2009–2011 baute die Orgelbaufirma Fleiter aus Münster-Nienberge ein neues Orgelwerk. Das Instrument hat insgesamt 72 Register auf vier Manualen und Pedal und ist im französisch-romantischen Stil disponiert. 67 Register sind klingende Register (davon 7 extendierte Register), die übrigen fünf sind Transmissionen. Das Werk steht weitgehend in den bisherigen historischen neugotischen Gehäusen, welche vergrößert wurden. Neu hinzugekommen ist ein modern gestaltetes Rückpositiv in der Emporenbalustrade. Die Spiel- und Registertrakturen sind elektrisch. Mit dem letzten Bauabschnitt, der Vervollständigung des vierten Manualwerks, wurde das Instrument am 26. März 2014, dem Fest des hl. Ludgerus, eingeweiht.
| I Rückpositiv C–a3 |                   |        |
| 01.                | Prinzipal         | 08′    |
| 02.                | Rohrflöte         | 08′    |
| 03.                | Salizional        | 08′    |
| 04.                | Unda maris (ab A) | 08′    |
| 05.                | Praestant         | 04′    |
| 06.                | Holzflöte         | 04′    |
| 07.                | Waldflöte         | 02′    |
| 08.                | Quinte            | 01 ⁄3′ |
| 09.                | Sesquialtera II   | 02 ⁄3′ |
| 10.                | Mixtur IV         | 01 ⁄3′ |
| 11.                | Trompete          | 08′    |
| 12.                | Cromorne          | 08′    |
|                    | Tremulant         |        |

| II Hauptwerk C–a3 |                          |        |
| 13.               | Grand Bourdon (= Nr. 59) | 32′    |
| 14.               | Prinzipal                | 16′    |
| 15.               | Violone (Ext. Nr. 19)    | 16′    |
| 16.               | Prinzipal major          | 08′    |
| 17.               | Praestant                | 08′    |
| 18.               | Flute harmonique         | 08′    |
| 19.               | Viola da Gamba           | 08′    |
| 20.               | Gedackt                  | 08′    |
| 21.               | Octave major             | 04′    |
| 22.               | Octave minor             | 04′    |
| 23.               | Flute conique            | 04′    |
| 24.               | Quinte                   | 02 ⁄3′ |
| 25.               | Octave                   | 02′    |
| 26.               | Cornett V (ab f0)        | 08′    |
| 27.               | Mixture major            | 02′    |
| 28.               | Mixtur minor             | 01′    |
| 29.               | Bombarde                 | 16′    |
| 30.               | Trompete                 | 08′    |
|                   | Tremulant                |        |

| III Schwellwerk C–a3 |                      |         |
| 31.                  | Rohrbordun           | 16′     |
| 32.                  | Geigenprinzipal      | 08′     |
| 33.                  | Doppelflöte          | 08′     |
| 34.                  | Gamba                | 08′     |
| 35.                  | Vox coelestis        | 08′     |
| 36.                  | Bourdon              | 08′     |
| 37.                  | Principal            | 04′     |
| 38.                  | Flute octaviante     | 04′     |
| 39.                  | Fugara               | 04′     |
| 40.                  | Nazard harmonique    | 02 ⁄3′  |
| 41.                  | Octavin              | 02′     |
| 42.                  | Tierce               | 01 3⁄5′ |
| 43.                  | Fourniture V         | 02 ⁄3′  |
| 44.                  | Basson               | 16′     |
| 45.                  | Trompette harmonique | 08′     |
| 46.                  | Hautbois             | 08′     |
| 47.                  | Voix humaine         | 08′     |
| 48.                  | Clairon              | 04′     |
|                      | Tremulant            |         |

| IV Chamadenwerk C–a3 |                             |     |
| 49.                  | Flute harmonique (= Nr. 18) | 08′ |
| 50.                  | Cornett V (= Nr. 26)        | 08′ |
| 51.                  | Trompeta magna              | 16′ |
| 52.                  | Trompeta real               | 08′ |
| 53.                  | Trompeta Clarin             | 04′ |
| 54.                  | Clarinette                  | 08′ |

| Chamadenwerk C–a3 |                             |     |
| 55.               | Tuba (Ext. Nr. 56) 00000000 | 16′ |
| 56.               | Tuba                        | 08′ |
| 57.               | Tuba (Ext. Nr. 56)          | 04′ |

| Pedalwerk C–g1 |                              |     |
| 58.            | Grande Flute (Ext. Nr. 62)   | 32′ |
| 59.            | Bourdon (Ext. Nr. 63)        | 32′ |
| 60.            | Prinzipalbass                | 16′ |
| 61.            | Contrabass (= Nr. 15)        | 16′ |
| 62.            | Flute                        | 16′ |
| 63.            | Soubasse                     | 16′ |
| 64.            | Octavbass                    | 08′ |
| 65.            | Cello (HW, Nr. 19)           | 08′ |
| 66.            | Flute (Ext. Nr. 62)          | 08′ |
| 67.            | Bourdon (Ext Nr. 63)         | 08′ |
| 68.            | Choralbass (Ext. Nr. 64)     | 04′ |
| 69.            | Viola tenore (= Nr. 19)      | 04′ |
| 70.            | Contrebombarde (Ext. Nr. 71) | 32′ |
| 71.            | Posaune                      | 16′ |
| 72.            | Fagott                       | 16′ |
| 73.            | Trompetenbass                | 08′ |
| 74.            | Clairon                      | 04′ |

- Koppeln:
  - Normalkoppeln: I/II, III/II, III/I, IV/III, IV/II, IV/I, I/P, II/P, III/P, IV/P
  - Subkoppeln: III/III, III/II, III/I
  - Superkoppeln: III/III, III/II, III/I, III/P, II/P, I/P, II/P cantus firmus
- Anmerkungen:

1. ↑  Durchschlagendes Register.
2. ↑  An jedes Manualwerk frei koppelbar.
3. 1 2  C-Ds akustisch.

### Chororgel von 2016

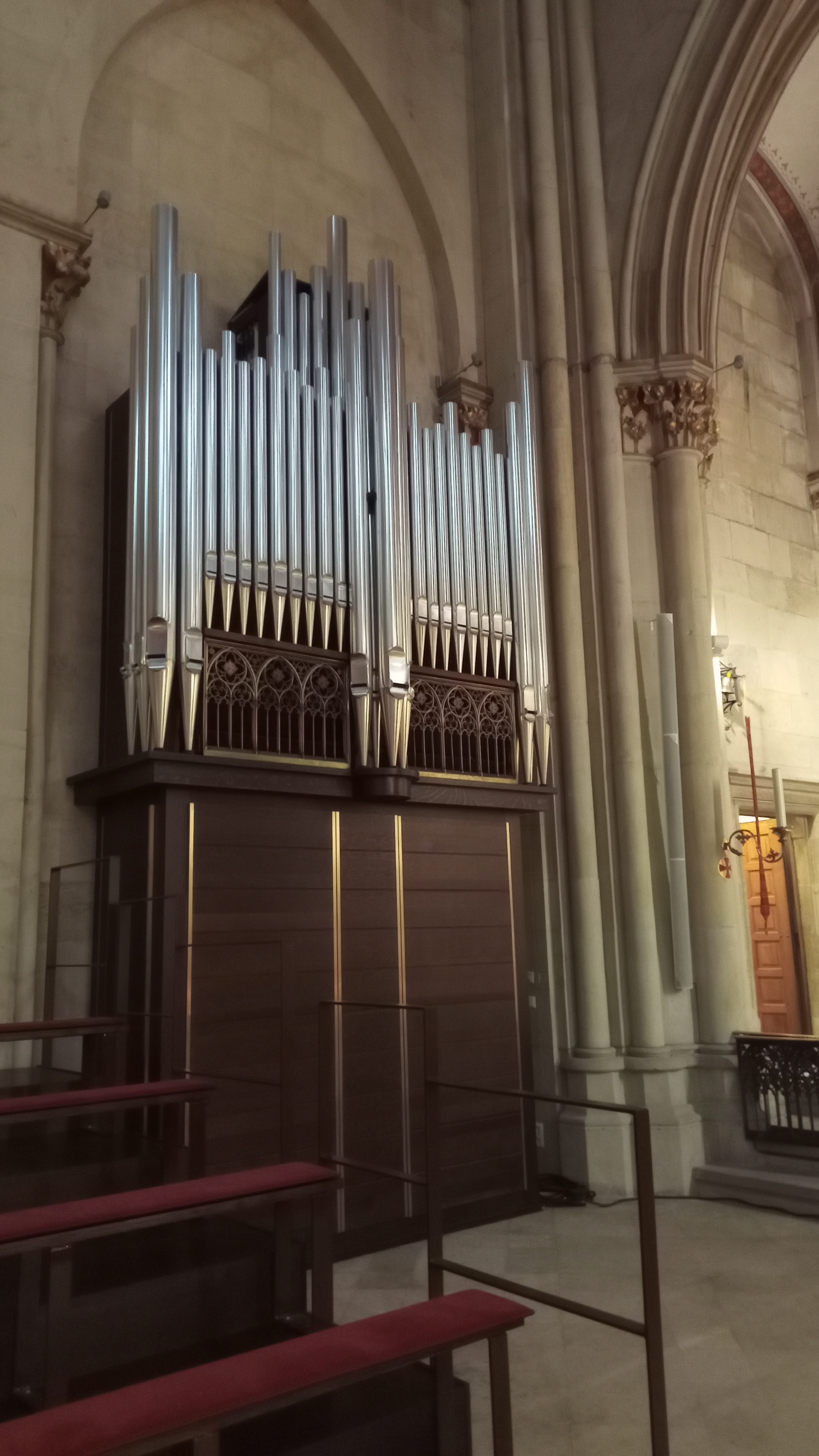
Blick auf die Chororgel

Die Chororgel wurde von der Orgelbau Waltershausen GmbH (Thüringen) erbaut und 2016 fertiggestellt. Das Instrument befindet sich vor dem östlichen Joch der Nordwand des Querhauses. Es hat 11 Register, die aus 5 Pfeifenreihen extendiert werden, und zwei Effektregister; die Pfeifen sind (mit Ausnahme der größeren Prospektpfeifen) in einem Schwellkasten untergebracht. Der Unterbau der Orgel ist aus massiver Eiche gefertigt; auf ihm steht eine Reihe von Prospektpfeifen in Form eines Freipfeifenprospekts, hinter denen der Schwellkasten untergebracht ist. An der Frontseite wurden zwei Ziergitter aus der alten Chorschranke des Domes in die Prospektgestaltung einbezogen.
Die Chororgel lässt sich (nur) von einem fahrbaren, viermanualigen Generalspieltisch aus anspielen, an den auch die Hauptorgel angebunden ist; die Register der Chororgel lassen sich, ebenso wie sämtliche Werke der Hauptorgel, frei an sämtliche Manuale und das Pedal des Generalspieltisches zuordnen. Die Spiel- und Registertrakturen sind elektrisch.
| Chororgel C-a3 |             |       |
| 1.             | Bordun      | 16′   |
| 2.             | Principal 0 | 08′ 0 |
| 3.             | Gedackt     | 08′   |
| 4.             | Viola       | 08′   |

| (Fortsetzung) |                |       |
| 5.            | Vox angelica 0 | 08′ 0 |
| 6.            | Octave         | 04′   |
| 7.            | Kleingedackt   | 04′   |
| 8.            | Violine        | 04′   |

| (Fortsetzung) |                 |       |
| 09.           | Superoctave     | 02′ 0 |
| 10.           | Basson          | 16′   |
| 11.           | Englisch Horn 0 | 08′   |
|               | Tremulant       |       |

Die Chororgel hat zwei Effektregister.
- Mysterium Ludgeri (Geheimnis des Ludgerus): Unterhalb der Prospektpfeifen öffnet sich eine Klappe, zwei hölzerne Gänse strecken ihre Köpfe heraus und man hört ein Geräusch, das an Gänsegeschnatter erinnert. Hinter den Gänsen befindet sich ein Bild des Hl. Ludgerus. Dieses Effektregister erinnert an eine Legende, nach der der Hl. Ludgerus als Missionar während einer Dürre Gänse auf die Suche nach Wasser geschickt haben soll; die Gänse sollen sich ihren Weg durch das Erdreich gebahnt haben; an der Stelle des heutigen Ludgerusbrunnens sollen sie wieder aus dem Erdreich aufgetaucht sein.
- Fons Salutis (Quelle des Heils): Bei Betätigung dieses Effektregisters Prompt erklingt ein Geräusch, das an rauschendes Wasser erinnert. In der Orgel befindet sich eine Trommel, die mit Reis gefüllt ist; wird sie in Bewegung gesetzt, entsteht das Geräusch der sprudelnden Quelle.

## Glocken
Bis zum Ersten Weltkrieg hingen noch die Glocken der alten Ludgerikirche im neuen Glockenturm. Sie stammten aus dem Jahr 1677. Weitere Glocken wurden von Andreas Mabillot 1777 gegossen. Laut einer Fotodokumentation soll zu diesem Zeitpunkt auch noch eine kleine Uhrglocke existiert haben. Die Tonfolge dieser Glocken waren, abgestimmt auf das Geläut der Johanniskirche: h1 cis2 d2 (vertieft). Nachdem man dieses Geläute doch als zu klein empfunden hatte, schaffte man sich 1909 bei der Firma Petit & Gebr. Edelbrock ein neues Geläute an. Die Tonfolge lautete des′ – es′ – f′ – as′. Eine geplante b°-Glocke konnte wegen des Kostenaufwands nicht realisiert werden. Daneben gab es eine 1897 von Petit & Gebr. Edelbrock gegossene Katharinenglocke.

### Läuteglocken
Im Turm hingen bis 1943 fünf Glocken, gegossen von der Glockengießerei Otto aus Bremen-Hemelingen. Derselbe Betrieb goss im Jahr 1927 auch eine Dachreiterglocke (Ton as″, Gewicht 85 kg).
| Nr. | Name           | Gussjahr | Gießer                                    | Schlagton |
| --- | -------------- | -------- | ----------------------------------------- | --------- |
| 1   | Liudger        | 1926     | Karl u. Ferdinand Otto, Bremen-Hemelingen | b0        |
| 2   | Salvator       | 1922     | Karl u. Ferdinand Otto, Bremen-Hemelingen | des1      |
| 3   | Maria          | 1922     | Karl u. Ferdinand Otto, Bremen-Hemelingen | es1       |
| 4   | Joseph         | 1922     | Karl u. Ferdinand Otto, Bremen-Hemelingen | f1        |
| 5   | Anna und Agnes | 1922     | Karl u. Ferdinand Otto, Bremen-Hemelingen | as1       |

Der Südturm trägt seit dem 21. November 1992 die neue Liudger-Europa-Glocke, die zum Gedenken des Liudger-Jubilaums (1250. Geburtstag) gegossen und aufgehängt wurde. Ihr Kennzeichen ist das bekannte Liudger-Emblem; neben dem Wort „Ich verkünde euch Christus“ stehen die Jahreszahlen 792 und 1992. Der europäische Gedanke, der das Leben des Heiligen Liudger prägte, kommt auf der Glocke durch die Umrisse einer Landkarte mit den Wirkungsstätten und dem Europa-Signet zum Ausdruck. Darüber steht „Glaube überwindet Grenzen“. Diese Glocke wurde von der Gießerei Petit & Gebr. Edelbrock in Gescher gegossen.
Dort wurden 1946 auch die fünf übrigen Glocken im Nordturm gegossen, die als Ersatz für die im Zweiten Weltkrieg zwangsweise abgegebenen angeschafft wurden.
Die Glocke im Dachreiter wurde 1893 von Clemente Brighenti aus Bologna gegossen; sie läutet nur zu bestimmten Anlässen.
| Nr. | Name           | Durchmesser | Gewicht | Schlagton | Inschrift |
| --- | -------------- | ----------- | ------- | --------- | --- |
| 1   | Liudger        | 2200 mm     | 7150 kg | ges°      | „Ich verkünde euch Christus“ – „Glaube überwindet Grenzen.“ |
| 2   | Salvator       | 1774 mm     | 3699 kg | b°        | „MVnDI CVnCtlpotens reCtor saLVat pereVntes SaLVatorl ergo IVngere Vos IVbeo.“ (Heil nur bringt den Verlorenen der Welt allmächtiger Lenker; Also dem Heiland nur folget, so klingt mein Gebot.)                                     |
| 3   | Maria          | 1490 mm     | 2037 kg | des¹      | „Sancta Maria regina piissima pacis adesto Pacem da populis clamat ahenea vox.“ (Heilige Maria, du Königin milde des Friedens, hilf uns; Frieden den Völkern verleih', ruft mein eherner Mund.)                                      |
| 4   | Joseph         | 1309 mm     | 1404 kg | es¹       | „Joseph vir iustus fidusque pudens humilisque Virtutes doceas defendas vitia.“ (Joseph du gerechter und treuer Mann, voll Zucht und voll Demut, Sei uns der Tugenden Lehr, sei uns der Laster Wehr.)                                 |
| 5   | Ludgerus       | 1164 mm     | 982 kg  | f¹        | „Ludgerus vocor hie pagoque urbique patronus Bellis expertus von tueor geminis.“ (Ludger heiß ich, Schirmer hier der Stadt und des Landes, Und so steh ich euch bei, in zwei Kriegen bewährt.)                                       |
| 6   | S. Crux        | 1085 mm     | 792 kg  | ges¹      | „Bis bello contrita refusa crucique dicataoccisos plango, iam super astra voco.“ (Zweimal zerschlug mich der Krieg, jetzt neu und dem Kreuze gewidmet, Klag ich um den, der fiel, fuhr ihn zum Sternengezelt.)                       |
| 7   | – (Dachreiter) | ≈ 400 mm    | ≈ 40 kg | ces³      | „Parroco e parrocchiani f[ecero] f[ondere] A[nno] MDCCCXCIII.“ und "Clemens Brighenti Bonon[iae] fudit." (Die Pfarre und die Pfarrmitglieder hat diesen Guss aufgetragen im Jahre 1893. Clemente Brighenti aus Bologna goss [mich].) |

### Turmglockenspiel
Seit 2020 hängt im Südturm ein Carillon, gegossen von der Königlichen Glockengießerei Eijsbouts (Asten, NL). Das Glockenspiel hängt über der großen Ludgerus-Glocke und umfasst 23 Glocken (c2, d2, e2 bis c4). Die größte Glocke wiegt ca. 260 kg; das gesamte Glockenspiel wiegt ca. 1,5 Tonnen. Angeschlagen werden die Glocken durch elektromagnetische Spielklöppel. Das Glockenspiel ist programmierbar. Es lässt sich auch vom Generalspieltisch der Domorgeln aus bedienen.